# La Dernière Nuit pour Marie Stuart
La Dernière Nuit pour Marie Stuart (Mary Stuart) est une pièce de théâtre de l'Allemand Wolfgang Hildesheimer, adaptée et mise en scène par Didier Long au Théâtre Marigny en 2006.

## Fiche technique
- Mise en scène : Didier Long
- Scénographie : Édouard Laug
- Costumes : Dominique Borg
- Lumières : Laurent Béal
- Musique originale : François Peyrony
- Date de première représentation : 8 septembre 2006
- Lieu de la première : Théâtre Marigny
- Date de dernière représentation : 31 décembre 2006

## Distribution originale
- Isabelle Adjani : Marie Stuart
- Jacques Zabor :
- Bernard Waver :
- Patrick Rocca :
- Jean-Yves Chatelais :
- François Raffenaud :
- Anne Suarez :
- Axel Kiener :
- André Chaumeau :
- Rémi Bichet :
- Joséphine Fresson :
- Raphaël Poulain : L'apprenti-bourreau[2]

## Réception critique
La pièce est bien accueillie par la critique qui salue la performance d'Isabelle Adjani,.

## Nominations
- Molières 2007 : 
  - Molière de la comédienne pour Isabelle Adjani
  - Molière du créateur de costumes pour Dominique Borg
  - Molière du créateur de lumières pour Laurent Béal